# Миссия «Блэйк»
«Миссия „Блэйк“» (англ. Get Blake!) — американо-французский мультсериал, созданный Антуаном Гильбо. Мультсериал производился французской студией «Marathon Media» для телеканалов Gulli и Nickelodeon. Премьера мультсериала состоялась 2 марта 2015 года в Великобритании и Ирландии, 13 апреля 2015 года во Франции 14 марта 2015 года. Первоначально мультсериал назывался «Блэйк и инопланетяни» (англ. Blake and the Aliens). Дистрибьютором мультсериала является компания Zodiak Kids.

## Сюжет
Знакомьтесь c 13-летним Блэйком Майерсом, одним из тех бесстрашных подростков, которые первыми пускаются в любые приключения. Блэйк считает себя „активным ботаником“, который фанатеет от науки и технологий. Грандиозные амбиции этого парня ведут его по пути настоящего героя. Он знает, что в нём есть что-то особенное. А вот чего Блэйк не знает, так это того, что его будущее на самом деле предопределено - однажды он станет Космическим Рейнджером, отважным защитником человечества против коварной расы... эмм... космических белок?!

## Персонажи

### Главные герои
- Блэйк Майерс — 13-летний подросток, мечтающий стать Космическим рейнджером в будущем, чтобы защитить Землю от Белконавтов. Большую часть времени проводит со своим лучшем другом Митчем. Очень опытный в паркуре. Любимое блюдо — начос с сыром.
- Митч де ла Крус — лучший друг Блэйка. Помогает Блэйку в борьбе с Белконавтами и мечтает стать его напарником в будущем. Очень смешной и наивный.

### Второстепенные персонажи
- Скай Гандерсон — соседка Блэйка и Митча. Работает зубной медсестрой, помогая отцу. Любит заботиться о животных.
- Дарла Майерс — мать Блэйка, работающая в турагентстве «А ну, в путь!». Умеет делать вкусную пиццу.  Не любит плохие фото. В финале 1-го сезона отправила Блэйка и Митча в Космолагерь, а остальное время проспала в машине вместе с Дейлом.
- Дейл Майерс — отец Блэйка, являющийся соовладельцем турагентства «А ну, в путь!» Не любит тратить деньги попросту. В финале 1-го сезона отправил Блэйка и Митча в Космолагерь, а остальное время проспал в машине вместе с Дарлой.
- Зорка — резидентный уборщик и опекун Роя, которого любит. Иногда упоминает о своей родине, но не называет её названия. Имеет ручного лося. Печёт вкусные булочки. Иногда попадает в проделки Блэйка и Митча.
- Рой Кронк — пожилой мужчина, который не любит выходки Блэйка и Митча. Ездит на своей «Мисс Дэйзи». Испытывает чувства к Зорке.
- Кармен де ла Крус — мать Митча. Организовывает вечеринки. Любит путешествия.
- Родриго де ла Крус — отец Митча, который является квалифицированным учёным/изобретателем. Выступает в телевизоре.
- Быстрый Эдди — соседская собака Блэйка. Любит гоняться за Белконавтами и спать.
- Изабель Гандерсон — мать Скай. Любит природу и животных.
- Доктор Бьорн Гандерсон — резидентный дантист и отец Скай. Говорит с акцентом из-за своего кариеса.
- Солнышко Гандерсон — 3-летняя младшая сестра Скай. Очень любит свою куклу.
- Бабушка Майерс — бабушка Блэйка, которая появилась в серии «Миссия „Сон“». Приезжает к Блэйку после отпуска показывать скучные слайд-шоу. Знает секрет сна.
- Ванда — космоласка, раса которой воюет с Белконавтами. Появилась в серии «Миссия „Ласка“». Косморейнджерка.

### Антагонисты
- Белконавты —  инопланетная раса белок, издавна жаждущие захватить Землю.
  - Леонард —  самопровозглашённый лидер команды Белконавтов и главный антагонист мультсериала. Постоянно хочет произвести впечатление на Генерала, единственный кто из троицы не сдаётся в миссии по захвату Блэйка. Имеет аллергию на шерсть и бублики. Хорошо поёт. Думает что все в команде менее умные. Имеет боязнь узлов. Хочет поймать Блэйка в джутовый мешок который называет Тристаном.
  - Максус — саркастичный член команды Белконавтов. Является братом Джерома и племянником Генерала. Критикует и шутит над Леонардом. Постоянно что-то создаёт для своих целей.
  - Джером — жизнерадостный и глуповатый член команды Белконавтов. Является братом Максуса и племянником Генерала. Делает забавные фотомонтажи. Всегда придумывает что-то «умное» для Генерала. Обожает рисовать.
  - Генерал — командир Белконавтов, который послал Леонарда, Максуса и Джерома из будущего, чтобы сцапать Блэйка и не дать ему стать Космическим рейнджером. Является дядей Максуса и Джерома. Ненавидит планы Леонарда, связанные с мешком. Считает Джерома умнее всех в этой команде и разрешает только планы своих племянников. Влюблён в Принцессу Белконавтов. В одной из серий выяснилось, что Генерал это также и его имя.
  - Принцесса Белконавтов — белконавтка, в которую был влюблён Генерал и которая появилась в серии «Миссия „Скай“».
  - Мама Леонарда — мать Леонарда, которая появилась в серии «Миссия „Мамочка“». Любит своего сына.

## Список серий

### 1 сезон (2015)
| Название                                  | Дата выхода в Великобритании | Дата выхода в США |  |
| ----------------------------------------- | ---------------------------- | ----------------- |  |
| Get Shrunk! (Миссия «Скукожка»)           | 2 марта 2015                 |                   |  |
| Get Inked! (Чернильная миссия)            | 3 марта 2015                 |                   |  |
| Get Pizza! (Миссия «Пицца»)               | 4 марта 2015                 | 4 мая 2016        |  |
| Get Prehistoric! (Доисторическая миссия)  | 5 марта 2015                 | 4 мая 2016        |  |
| Get Old! (Миссия «Старичьё»)              | 6 марта 2015                 | 27 апреля 2016    |  |
| Get Frozen! (Замороженная миссия)         | 9 марта 2015                 | 27 апреля 2016    |  |
| Get Amnesia! (Миссия «Амнезия»)           | 10 марта 2015                | 11 мая 2016       |  |
| Get Fishin'! (Миссия «Рыбалка»)           | 11 марта 2015                | 11 мая 2016       |  |
| Get Dogged! (Собачья миссия)              | 12 марта 2015                | 20 апреля 2016    |  |
| Get Commercial! (Миссия «Реклама»)        | 13 марта 2015                | 20 апреля 2016    |  |
| Get Zombies! (Миссия «Зомби»)             | 26 октября 2015              | 6 ноября 2016     |  |
| Get Well! (Миссия «Здоровье»)             | 16 марта 2015                | 6 ноября 2016     |  |
| Get Skye! (Миссия «Скай»)                 | ТВА                          | ТВА               |  |
| Get Sleep! (Сонная миссия)                | 8 сентября 2015              | 20 ноября 2016    |  |
| Get Boots! (Ботиночная миссия)            | 17 марта 2015                | 20 ноября 2016    |  |
| Get Elected! (Миссия «Выборы»)            | 20 марта 2015                |                   |  |
| Get Invisible! (Невидимая миссия)         | 18 марта 2015                |                   |  |
| Get Hairy! (Волосатая миссия)             | 19 марта 2015                | 18 мая 2016       |  |
| Get Squirrels! (Миссия «Белки»)           | 24 марта 2015                | 18 мая 2016       |  |
| Get Toothy! (Зубастая миссия)             | 23 марта 2015                |                   |  |
| Get Terrestrial! (Миссия «Земляне»)       | 25 марта 2015                |                   |  |
| Get Hurtin'! (Миссия «Боль»)              | 27 марта 2015                |                   |  |
| Get Peaceful! (Мирная миссия)             | 26 марта 2015                |                   |  |
| Get Spooked! (Миссия «Испуг»)             | 27 октября 2015              |                   |  |
| Get Surprised! (Миссия «Сюрприз»)         | 10 сентября 2015             |                   |  |
| Get Wet! (Миссия «Вода»)                  | 11 сентября 2015             |                   |  |
| Get Sentient! (Миссия «Разум»)            | 14 сентября 2015             |                   |  |
| Get Snatched! (Миссия «Захват»)           | 15 сентября 2015             |                   |  |
| Get Grounded! (Миссия «Арест»)            | 16 сентября 2015             |                   |  |
| Get Blakes! (Миссия «Блэйки»)             | 17 сентября 2015             |                   |  |
| Get Trapped! (Миссия «Ловушка»)           | 18 сентября 2015             |                   |  |
| Get Dreamin'! (Миссия «Сон»)              | 21 сентября 2015             |                   |  |
| Get Reception! (Миссия «Радио»)           | 22 сентября 2015             |                   |  |
| Get Surrendered! (Миссия «Капитуляция»)   | 23 сентября 2015             | 25 мая 2016       |  |
| Get Late! (Миссия «Опоздание»)            | 24 сентября 2015             | 25 мая 2016       |  |
| Get Morphed! (Миссия «Трансформация»)     | 25 сентября 2015             |                   |  |
| Get Tough! (Миссия «Крутизна»)            | 28 сентября 2015             |                   |  |
| Get Baking! (Пекарная миссия)             | 30 сентября 2015             |                   |  |
| Get Stuck! (Миссия «Склейка»)             | 29 сентября 2015             |                   |  |
| Get Treasure! (Миссия «Сокровище»)        | 1 октября 2015               |                   |  |
| Get Weather! (Погодная миссия)            | 2 октября 2015               |                   |  |
| Get Weasel! (Миссия «Ласка»)              | 5 октября 2015               |                   |  |
| Get Non-Existent! (Миссия «Исчезновение») | 8 октября 2015               |                   |  |
| Get Cratered! (Миссия «Кратеры»)          | 7 октября 2015               |                   |  |
| Get Mommy! (Миссия «Мамочка»)             | 6 октября 2015               |                   |  |
| Get Racing! (Гоночная миссия)             | 9 октября 2015               |                   |  |
| Get Piratical! (Пиратская миссия)         | 12 октября 2015              | ТВА               |  |
| Get Western! (Миссия «Вестерн»)           | 13 октября 2015              | ТВА               |  |
| Get Medieval! (Средневековая миссия)      | 14 октября 2015              | ТВА               |  |
| Got Blake! (Блэйка сцапали!)              | 16 октября 2015              | ТВА               |  |
|                                           |                              |                   |  |

## Актёры озвучивания
- Робби Дэймонд — Блэйк Майерс
- Спайк Спенсер — Митч де ла Крус
- Кевин Гликманн — Леонард, Генерал
- Джон Т. Фишер — Максус
- Дэнни Катиана — Джером
- Кэти Ли — Скай Гандерсон
- Фарук Таухид — Рой Кронк
- Дерек Дресслер — Дейл Майерс
- Тара Консоли — Дарла Майерс
- Йени Альварез — Кармен де ла Крус

## Трансляция
Первоначально «Миссия „Блэйк“» должен был выйти в США в апреле 2015 года, но вместо этого он начал транслироваться на канале Nicktoons с 20 апреля 2016 года. Премьера состоялась 2 марта 2015 года в Великобритании и Ирландии, 13 апреля во Франции на каналах Gulli и Nickelodeon.
16 октября 2015 (в Великобритании и Ирландии) состоялась дата выхода последней серии 1 сезона под названием «Got Blake!» (Блэйка сцапали!) в 2 частях.